# Psychotria humbertii
Psychotria humbertii är en måreväxtart som beskrevs av Cornelis Eliza Bertus Bremekamp. Psychotria humbertii ingår i släktet Psychotria och familjen måreväxter. Inga underarter finns listade i Catalogue of Life.